# Gyburg Uhlmann
Gyburg Uhlmann, geborene Radke (* September 1975 in Marburg), ist eine deutsche Klassische Philologin und Altertumswissenschaftlerin. Im Jahre 2006 erhielt sie als jüngste Preisträgerin den Gottfried-Wilhelm-Leibniz-Preis.

## Werdegang
Gyburg Uhlmanns Vater war Professor für Mediävistik, ihre Mutter Anna Elissa Radke Lateinlehrerin und neulateinische Dichterin. Schon früh stand für die an alten Sprachen interessierte Forscherin daher die Philologie im Vordergrund. Sie besuchte die Elisabethschule Marburg und das Philippinum. Nach ihrem Abitur begann sie ein Studium der Klassischen Philologie und Archäologie an der Universität Marburg und der Universität Heidelberg. Im Jahre 1999 legte sie ihre Magisterprüfung ab und nahm kurz darauf ein Promotionsstudium auf. Im Januar 2001 wurde sie promoviert und erhielt im Dezember des Jahres einen wissenschaftlichen Preis für ihre Dissertation.
Von März 2002 bis November 2003 lehrte sie als wissenschaftliche Mitarbeiterin an der Universität Marburg Klassische Philologie. Bereits im Januar 2003 wurde ihre Arbeit Der antike Platonunterricht. Die Dialoge des ersten Curriculums als Habilitationsschrift anerkannt und Uhlmann zur Privatdozentin ernannt.
Von November 2003 bis Oktober 2004 forschte Uhlmann mit einem Stipendium der Alexander-von-Humboldt-Stiftung an der Harvard University. Ab Oktober 2004 war sie Dozentin in Marburg und hielt auch Vertretungsvorlesungen an weiteren Universitäten. Im November 2006 erhielt sie einen Ruf auf die W3-Professur für Klassische Philologie, Griechische Literaturwissenschaft an die Ruprecht-Karls-Universität Heidelberg, dem sie jedoch nicht folgte. Stattdessen nahm sie Anfang 2007 den Ruf der Freien Universität Berlin auf die Professur für Griechische Philologie an und ist seit Februar 2008 Kooptiertes Mitglied des Instituts für Philosophie der Freien Universität Berlin.
Seit dem 1. April 2023 fungiert sie als Founding Chair (Gründungsdekanin) des Department of Liberal Arts and Sciences der neugegründeten Technischen Universität Nürnberg (UTN).

## Forschung
In ihren Veröffentlichungen beschäftigt sich Uhlmann sowohl mit altgriechischen literarischen Texten (v. a. Homer, Euripides, frühgriechische Lyrik) als auch – hierin von ihrem Lehrer Arbogast Schmitt stark beeinflusst – mit der antiken Philosophie (v. a. Platon, Aristoteles und der Platonismus). Sie versucht, zwischen beiden Bereichen eine Brücke zu schlagen, indem sie die aus der Interpretation der antiken Philosophen gewonnenen Methoden und Konzepte in kritischer Auseinandersetzung mit modernen Literaturtheorien auf literarische Texte anwendet. Auch zu zentralen Autoren der lateinischen Literatur (z. B. Vergil) forschte sie. Die Jury des Leibniz-Preises hob besonders den interdisziplinären Ansatz und die Bedeutung ihrer Arbeiten für die Rezeptionsgeschichte hervor.

## Publikationen
- Symbolische Aeneis-Interpretationen: Differenzen und Gemeinsamkeiten in der modernen Vergil-Forschung. In: Antike und Abendland 49 (2003), S. 90–112.
- Die Theorie der Zahl im Platonismus. – Ein systematisches Lehrbuch (Neufassung ihrer Dissertation). A. Francke-Verlag, Tübingen/Basel 2003, ISBN 978-3772033438.
- Tragik und Metatragik – Euripides’ Bakchen und die moderne Literaturwissenschaft. De Gruyter, Berlin 2003, ISBN 978-3110180220.
- Sappho, Fragment 31 (LP) – Ansätze zu einer neuen Lyriktheorie. Stuttgart 2005 (Abhandlungen der Akademie der Wissenschaften und der Literatur in Mainz 2005.6).
- Das Lächeln des Parmenides – Proklos’ Interpretationen zur Platonischen Dialogform. De Gruyter, Berlin 2006, ISBN 978-3110190144.
- Die poetische Souveränität des homerischen Erzählers. In: Rheinisches Museum 150 (2007), S. 8–66.
- Die Kindheit des Mythos – die Erfindung der Literaturgeschichte in der Antike. C.H. Beck, München 2007, ISBN 978-3-406-56333-1.
- Platon lehren und lernen. De Gruyter, Berlin 2008, ISBN 978-3110181074.
- Rhetorik und Wahrheit – Ein prekäres Verhältnis von Sokrates bis Trump. J.B.Metzler, Stuttgart 2019, ISBN 978-3-476-04750-2

## Auszeichnungen
- 2001: Wissenschaftspreis der Albert-Osswald-Stiftung
- 2004: William Calder Fellowship
- 2006: Gottfried-Wilhelm-Leibniz-Preis